# Conodon serrifer
Conodon serrifer är en fiskart som beskrevs av Jordan och Gilbert 1882. Conodon serrifer ingår i släktet Conodon och familjen Haemulidae. IUCN kategoriserar arten globalt som livskraftig. Inga underarter finns listade i Catalogue of Life.